# Disphragis cervina
Disphragis cervina är en fjärilsart som beskrevs av Heinrich Benno Möschler 1886. Disphragis cervina ingår i släktet Disphragis och familjen tandspinnare. Inga underarter finns listade i Catalogue of Life.